# Myriophyllum mattogrossensis
Myriophyllum mattogrossensis là một loài thực vật có hoa trong họ Haloragaceae. Loài này được Hoehne miêu tả khoa học đầu tiên năm 1915.